# Mamica Dravica
Mamica Dravica oziroma Pravljica o Dravi je priredba slovenske ljudske razlagalne pripovedke.
Razlagalna bajka pa ima celo dva naslova – poleg naslova Mamica Dravica jo najdemo tudi pod naslovom Pravljica o Dravi. V njej izvemo, od kdaj na Koroškem, na nekoč poplavljeni zemlji reke Drave, rasteta rž in pšenica.
Po ljudskih motivih so jo priredili T. Gaspari in F. Košir, ilustriral pa jo je z izvirno ročno litografijo Gvido Birolla. Pripovedka je izšla kot samostojna knjiga v Koroški zbirki ljudskih pravljic in pripovedk.
V samostojni knjigi je izšla tudi leta 2005, priredil jo je Saša Pergar, ilustriral pa Anton Buzeti. Kot podlaga jim je služila zbirka Alojza Bolharja, Slovenske narodne pravljice, iz leta 1964. Izšla je v zbirki Iz zibelke, pri založbi Ajda, Murska Sobota.

## O avtorjih
- Saša Pergar je učitelj angleščine na osnovni šoli, zraven pa še piše, ureja in pregleduje pravljice, pripovedke in učbenike: Čarobni mlinček ali Zakaj je morska voda slana, Indija Koromandija, Maček v črnilu, O hrastu in njegovem sinku, Angleška slovnica za osnovne in srednje šole itd.
- Anton Buzeti je karikaturist in ilustrator, rojen 29.12.1959 v Murski Soboti. Svoje karikature objavlja v Vestniku in Vročem Kaju.
- Maksim Gaspari

## Izdaje

### V samostojni knjigi
- Gaspari, T. in Košir, F. Pravljica o Dravi. Koroška zbirka ljudskih pravljic in pripovedk.
- Pergar, S. Pravljica o Dravi. Murska Sobota: Založba Ajda, 2005.

### V zbirki
- Brenkova, K. Babica pripoveduje: Mamica Dravica. Ljubljana: Mladinska knjiga, 1996.
- Bolhar, A. Slovenske narodne pravljice: Pravljica o Dravi. Ljubljana: Mladinska knjiga, 2004.

## Povzetek vsebine
Pravljica govori o ribiču, ki je pridno lovil ribe v reki Dravi in se na ta način obogatil. V tistih časih pa niso še poznali rži in pšenice. Ko se je ribič hotel zahvaliti Dravi, ker mu je pomagala do blagostanja, mu je ta naročila, naj gre po svetu in da bo v daljnih krajih našel ljudi, ki imajo bel in ržen kruh, ter naj mu od vsakega po en hlebec prinese. Ribič jo je ubogal. Ko se je vrnil, je vrgel oba hlebca v Dravo. Reka je začela naraščati in je poplavila oba bregova – levega in desnega. Ko pa je voda odtekla, sta iz zemlje začeli poganjati rž in pšenica. Tako so ljudje dobili seme in začeli povsod sejati rž in pšenico.

## Analiza obravnavane pripovedke po Brunu Bettelheimu
Pripovedovalec:
- tretjeosebni ali vsevedni

Književni prostor:
- Ob Dravi na Koroškem

Književni čas:
- opredeljen kot stari časi, ko naši pradedje rži in pšenice še niso poznali

Književne osebe:
- ribič
- Drava

Tema:
- Ribič je bil hvaležen Dravi, ker je lahko lovil ribe v njej. Drava ga je prosila, naj gre v daljne kraje in ji prinese bel in ržen kruh. Ko je to storil, ga je Drava znova nagradila tako, da sta odslej na njenih bregovih rasli rž in pšenica.

Sporočilo:
Če smo dobri in spoštljivi do narave (ribič), nam ima ta veliko ponuditi (Drava). Moramo biti pridni in delovni ter lahko na ta način obogatimo.
Motivi:
- motiv ribiča
- motiv rženega in pšeničnega kruha
- moriv reke Drave

Konec pravljice je srečen: Drava nagradi ribiča z bregovoma, polnima rži in rumene pšenice.

### Interpretacija  glavnih likov
Ribič: bogat, vendar hvaležen, dobrosrčen, spoštljiv, ubogljiv.

Drava: dobra, pomaga ribiču.

## Značilnosti ljudskega slovstva v povezavi z obravnavano pripovedko
- anonimnost - avtor ni imenovan, besedilo so tvorili nadarjeni posamezniki iz ljudstva (Mamica Dravica oziroma Pravljica o Dravi v izvirniku nima avtorja - ima ga le priredba)
- ustno izročilo - besedilo se je prenašalo iz ust do ust s pripovedovanjem
- posamezne slogovne značilnosti
  - ponavljanje besed - ribič
  - pomanjševalnice - mamica Dravica, kruhek
  - okrasni pridevki - bogati in lepi kraji, lep kruhek, lepa rž, rumena pšenica
  - čudežna dejanja - Drava poplavi levi in desni breg, na bregovih začne rasti rž in pšenica
- številne različice
- osebe nimajo imen, izpostavljen je njihov poklic - ribič

## Verzije
Ker je pravljica ljudska, pomeni da se je prenašala iz rodu v rod z ustnim izročilom, pri tem pa je vsak dodal še kakšno stvar vsebini pravljice. Tako smo dobili več verzij iste pravljice. Razlagalna bajka pa ima celo dva naslova – poleg naslova Mamica Dravica jo najdemo tudi pod naslovom Pravljica o Dravi. 

### 1. verzija
Iz Koroške zbirke ljudskih pravljic in pripovedk: Pravljica o Dravi.
Skoraj vse verzije te pravljice se začno s stavkom: »Bilo je v tistih časih, ko naši pradedje rži in pšenice še niso poznali. Ta verzija se razlikuje po tem, da je literarna oseba ribič zelo bogat. Natančneje je določen kraj – ob Dravi na Koroškem, medtem ko je v ostalih verzijah napisano le »ob Dravi«. Tudi opis kraja, v katerega se ribič odpravi, nam je bolj predstavljen. »Prišel je v bogate in lepe kraje. Ljudje so tam jedli, česar on dotlej še ni poznal: lep kruhek.« Knjigi so dodane ilustracije, ki popestrijo zgodbo.

### 2. verzija
Zbirka Iz zibelke, z ilustracijami Antona Buzeti: Pravljica o Dravi.
V pravljici je natančneje določen kraj – na Koroškem ob Dravi, vendar tu ribič ni zelo bogat, dobil je le pridevnik »bogat«. Preberemo lahko, da je pridno lovil ribe od jutra do večera. Ne zasledimo pa pojasnila, kako je prišel do svojega bogastva. V vseh ostalih verzijah pravljice je zelo značilno naslednje vprašanje: »Mamica Dravica, s čim naj ti povrnem, ker si mi pomagala do blagostanja?« Drava nato odgovarja, naj gre po svetu (v ostalih verzijah je napisano, naj gre daleč po svetu) in da bo našel ljudi, ki poznajo pšenični in rženi kruh. Vidimo lahko, da uporabi besedno zvezo pšenični kruh, medtem ko drugod zasledimo »bel in ržen kruh«. Zanimivo je, da je dodan tudi stavek, ki nam pove, da je bogat ribič potoval dolgo časa. V ostalih verzijah tega ni - izvemo le, da se je odpravil na pot in prišel v bogate in lepe kraje. Tam je v ostalih verzijah videl »lep kruhek«, tu pa tega ni. Pravi samo to, da so tam ljudje jedli kruh, ki ga ribič dotlej še ni okusil. Vprašamo se lahko, ali je ribič do tega trenutka že jedel kruh, vendar ne takšnega kot tamkajšnji ljudje; ali kruha še ni nikoli videl in jedel. Preberemo, da mu je Drava velela kupiti hlebca. Drugod je uporabljen lepši glagol: naročila. Ponekod pa zasledimo kar oba glagola, zapisana skupaj: Drava je velela – naročila. Izpostavljena je Koroška: piše, da se je vrnil na Koroško in nato vrgel hlebca v reko. Pravljica se zaključi drugače kot ostale verzije, pravi, da so tako naši predniki dobili nujno seme in ga začeli sejati ter da od takrat tudi iz naših peči diši po slastnem svežem kruhu. Drugje zasledimo takšen zaključek: »Tako so ljudje dobili seme in povsod začeli sejati rž in pšenico.«  
Obstaja tudi prevod te verzije Pravljice o Dravi v angleščini in nemščini.
Odlomka iz knjig:
Die Drau antwortete: “Gehe in die Welt. Weit Weg von hier wirst du Menschen finden, die Weizen- und Roggenbrot kennen. Bring mir von jedem ein Laib.” Der Fischer machte sich auf den Weg. Die Wanderung dauerte lange. 
(Ein Märchen über den Fluß Drau).
Finally, he arrived in a beautiful and rich land. There, people ate bread, which the fisherman had never tasted before. He bought a loaf of wheat bread and a loaf of rye bread, as the Drava had ordered him.
(The story of the Drava)

### 3. verzija
Babica pripoveduje: Slovenske ljudske pripovedi, ki jih je zbrala Kristina Brenkova, ilustrirala pa Ančka Gošnik - Godec: Mamica Dravica.
Ta verzija ima drug naslov; kot sem omenila na začetku, ima pravljica dva naslova – Pravljica o Dravi in Mamica Dravica. Ima zelo podobno vsebino kot prva verzija, opisana zgoraj. Razlikuje se le še pa uporabljenem glagolu: Drava je naročila. V prvi verziji pa je napisano, da je Drava velela – naročila.

### 4. verzija
Iz Slovenskih narodnih pravljic, 2004: Pravljica o Dravi.
Zopet je uporabljen naslov Pravljica o Dravi. Verzija je zelo podobna prvi verziji. Pravljici je dodana ilustracija.

### 5. verzija
Iz internetnega vira: http://www.prevalje.si/kd/Pravljica_o_Dravi%5B%5D: Pravljica o Dravi.
Ni natančneje opredeljenega kraja oziroma ni uporabljene besede Koroška. Pravljica govori le o kraju pri Dravi. Ribič je vedno nalovil mnogo rib. Tudi tu, brž ko se odpravi na pot, že prispe v daljne kraje, medtem ko v drugi verziji preberemo, da je potoval dlje časa.

## Motivno - tematske povezave
- Rabeljsko jezero

Pravljica Rabeljsko jezero pripoveduje, kako je jezero nastalo. Starčku, ki je dobrosrčno sprejel tujo ženo z otrokom v svojo kočo, je bog prizanesel in ni pokončal njegove koče, medtem ko je vihar odnesel preostalo vas. Okrog in okrog njegove koče se je širila vodna gladina.
- [[[[Drava, Sava in Soča]]]]

Pripovedka govori o nastanku struge treh slovenskih rek. Drava,Sava in Soča so bile sestre, ki so teknovale, katera bo prej pritekla v morje. Ko sta Sava in Soča zvečer zaspali, je Drava začela tiho teči naprej. Ko se je Sava zjutraj prebudila, je opazila, da se Drava že vali proti morju, zato se je tudi sama spustila v jezen tek. Nazadnje se je zbudila Soča, ki se je hudo razjezila, ker sta jo sestri ukanili. Na nasprotni strani je s strašno močjo predrla gorske stene, se srdito zagnala skozi skalne soteske, in prva pritekla do morja. In tako je še danes: Sava in Drava izlivata v Črno morje, Soča pa v naše Jadransko morje. In odtod narodni pregovor: Drava se je po dolini vdrla, Sava je vodo po ravnini vsula, Soča se pa proti jugu suče.
- Ajdovo zrno

Pripoveduje o tem, kako so Slovenci dobili ajdovo zrno.
- Kurent reši človeka iz vesoljnega potopa
- Kako je ratala jama Vilenica